# Isonokami no Otomaro
Isonokami no Otomaro est un nom japonais traditionnel ; le nom de famille (ou le nom d'école), Isonokami, précède donc le prénom (ou le nom d'artiste).
Isonokami no Otomaro (石上 乙麻呂, ? – 9 octobre 750) est un noble et érudit japonais de l'époque de Nara, fils du sadaijin Isonokami no Maro. Il atteint le rang de cour de 従三位 (ju san-mi) et la position de chūnagon.

## Biographie
En 724, Otomaro est promu du 正六位下 (shō roku-i no ge) à 従五位下 (ju go-i no ge). En 732 il est de nouveau promu 従五位上 (ju go-i no ge) et kokushi (gouverneur) de la province de Tamba. Sous les administrations successives des quatre fils de Fujiwara no Fuhitoet Tachibana no Moroe, Otomaro s'élève rapidement aux titres de 正五位下 (shō go-i no ge) en 736, 正五位上 (shō go-i no jō) en 737 et en 738 à ceux de 従四位下 (ju shi-i no ge) et sadaiben du daijō-kan.
En 739, il est accusé d'une liaison avec Kume no Wakame, la femme de Fujiwara no Umakai et exilé dans la province de Tosa.
Il est bientôt pardonné et en 743 est nommé 従四位上 (ju shi-i no jō). Après être passé par différents postes ministériels, il rejoint les rangs des kugyō en 748 avec une promotion aux rangs de 従三位 (ju san-mi) et sangi. En 749, il est fait chūnagon. En 746 il est également nommé émissaire pour une mission dans la Chine des Tang mais la mission est annulée. Les objectifs prévus de la mission étaient censés examiner Silla dont les relations avec le Japon étaient tendues et d'importer de l'or.
Otomaro meurt en octobre 750. Son dernier rang est celui de 従三位 (ju san-mi), et il occupe les positions de chūnagon et administrateur en chef du Ministère du Centre.

## Généalogie
- Père : Isonokami no Maro
- Mère : inconnue
- Épouse : inconnue
  - Fils : Isonokami no Yakatsugu
  - Fils : Isonokami no Okitsugu (石上息嗣?)